# Genesis HealthCare
Genesis HealthCare est une entreprise de soins médicaux et soins gériatriques.

## Histoire
En août 2014, Genesis HealthCare acquiert Skilled Healthcare Group par un échange d'action, le nouvel ensemble sera composé à 25,75 % par les actionnaires de Skilled Healthcare Group et à 74,25 % par ceux de Genesis HealthCare, avec un chiffre d'affaires de 5,5 milliards de dollars.